# Костюм
Костю́м (от фр. costume) — одежда, обычно предназначенная для каких-то социальных целей или свойственная различным историческим эпохам, странам и культурным группам. Также может означать комплект из нескольких элементов одежды или маскарадную и театральную одежду.
В более узком и общеупотребительном смысле костюм — элемент классической или деловой одежды.

## Этимология
Костюм происходит от того же итальянского слова costume, которое унаследовано от французского, что означает мода или обычай.

## Теория костюма и моды
Изучение системы костюма связано с теорией моды. Это направление связано с исследованием социальных, экономических и идеологических принципов костюма. Теория моды — широкая исследовательская область, посвященная изучению как предметов материальной культуры (прежде всего — костюма), так и идеологических концепций, связанных с установлением системы ценностей. В области теории моды, как правило, обозначают несколько основных направлений, основными из которых называют социальные теории, доктрину потребления, концепции телесного и проблему языка.

## История костюма
История костюма с древнейших времен до современности является важным маркером материальной культуры. Костюм отражает историю стран и народов, которая может быть представлена в формах костюма. Костюм непосредственно связан не только с экономическими условиями и технологией производства, но и с историческими, культурными и физиологическими особенностями человека. Изучение костюма и моды дает людям ключ к пониманию обычаев, культуры и характера как существующих народов, так и цивилизаций давно минувших эпох.
Отчасти костюм рассматривают как маркер индустриального развития и показатель культурной идентичности того, или иного народа. Идеология и художественная система влияют на внешний облик людей. Состояние костюма и моды позволяет говорить о культуре и социальном устройстве общества. Костюм отражает многообразие духовной и умственной жизни народа в определённый период его развития.

Костюмы королей и выдающихся исторических лиц характеризуют нередко целую историческую эпоху. Одежда всякого человека своим общим «модным» видом характеризует известный период времени, а своими деталями, индивидуальными меткими частностями, манерой носить её — определяет характер, вкусы, умственную и духовную жизнь носящего её человека.

## Виды костюмов

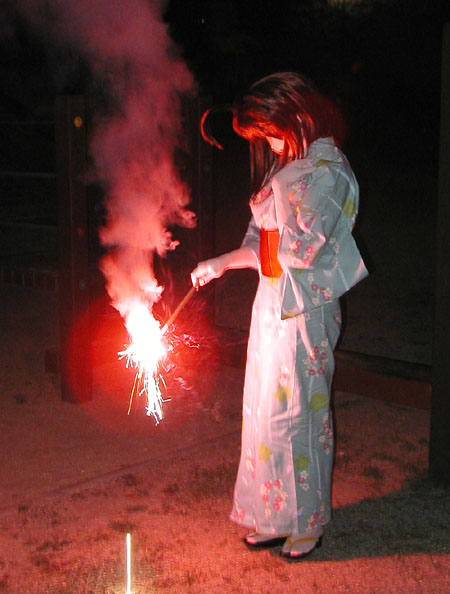
Юката — традиционный японский костюм

### Театральный костюм
Наиболее часто люди могут видеть костюмы на актёрах в театре или кинофильме. В сочетании с другими деталями костюм помогает актёру создать образ персонажа.

### Национальный (народный) костюм
Национальный или региональный костюм отражает индивидуальность ограниченной группы людей и характеризует особенности её культуры. Таков и русский национальный костюм. Часто национальный костюм является предметом национальной гордости. Примером таких костюмов может служить шотландский килт или японское кимоно.

### Праздничные костюмы
У всех народов праздничные костюмы отличаются от повседневных тем, что они более нарядны, более обильно украшены. Очень часто праздничные костюмы имели ритуальное значение. И в наше время некоторые праздники могут сопровождаться переодеваниями в сказочных персонажей: например, костюм Деда Мороза на Новый год, карнавальные костюмы и др.

## Индустрия костюмов
Костюмы профессионального уровня обычно разрабатываются и производятся костюмерными компаниями, которые могут проектировать и создавать уникальные костюмы. Эти компании часто работают более 100 лет и продолжают работать с отдельными клиентами, чтобы создавать костюмы профессионального качества.